# Marguerite Monnot
Marguerite Monnot (Decize, 28 mei 1903 – Parijs, 12 oktober 1961) was een Franse concertpianiste, componiste en songwriter, die vooral bekend was vanwege het schrijven van veel van de liedjes uitgevoerd door Édith Piaf (Milord, Hymne à l'amour) en voor de muziek in de toneelmusical Irma La Douce.

## Biografie
Monnots carrière begon op 3-jarige leeftijd en op 16-jarige leeftijd studeerde ze aan het Parijse conservatorium. Op 22-jarige leeftijd koos ze voor het chanson. In 1936 realiseerde ze met Raymond Asso Mon légionnaire en Le Fanion de la Légion. Ze werkte samen met Édith Piaf, voor wie ze grote successen componeerde als Milord en Hymne à l'amour. Met de musical Irma la Douce kon ze haar internationale reputatie verder uitbouwen.

### Als succesvolle vrouwelijke componist
Als vrouwelijke componiste van populaire muziek in de eerste helft van de twintigste eeuw was Monnot een pionier op haar vakgebied. Klassiek opgeleid door haar vader en aan het conservatorium van Parijs (haar leraren waren onder meer Nadia Boulanger, Vincent d'Indy en Alfred Cortot), maakte Monnot de ongebruikelijke overstap naar het componeren van populaire muziek, nadat een slechte gezondheid op 18-jarige leeftijd haar carrière als concertpianiste had beëindigd. Kort na het schrijven van haar eerste commercieel succesvolle nummer L'Étranger in 1935, ontmoette ze Édith Piaf en in 1940 werden ze het eerste vrouwelijke songwritingteam in Frankrijk en bleven ze het grootste deel van hun leven vrienden en medewerkers.
Monnot werkte met tekstschrijvers als Raymond Asso, Henri Contet en Georges Moustaki en werkte samen met muzikanten en schrijvers, waaronder Charles Aznavour, Yves Montand, Boris Vian en Marlene Dietrich, die regelmatig in Piafs woonkamer samenkwamen om te spelen en te zingen. In 1955 behaalde ze groot succes met haar invatting van het boek Irma la Douce van Alexandre Breffort, dat in het Engels werd vertaald en grote oplagen had in Londen en op Broadway onder leiding van Peter Brook.

### Haar vroege jaren
Marguerite Monnot werd geboren in Decize, Nièvre, een kleine stad aan de rivier de Loire. Haar vader Gabriel Monnot, die op driejarige leeftijd blind was geworden, was musicus en componist van religieuze muziek. Hij was organist van de Saint-Arékerk in Decize en gaf piano- en harmoniumlessen. Monnots moeder Marie gaf ook muzieklessen en was lerares Franse literatuur en schrijfster. Elke avond kwamen leerlingen en vrienden bij hen thuis om te spelen en te zingen en soms nodigden de Monnots bekende muzikanten uit om mee te doen. Marguerite groeide dus op in een sfeer van muziek. Ze ging zelden naar school: haar moeder gaf haar thuis les, ze kreeg muziekles van haar vader en ze oefende enkele uren per dag piano.
Op driejarige leeftijd componeerde ze haar eerste liedje Bluette. Toen ze drieënhalf was, begeleidde ze een zangeres bij een uitvoering van een Mozart-berceuse in Parijs, waarbij ze als compensatie een speelgoedkat ontving. In 1911 speelde ze in de Parijse Salle des Agriculteurs Liszt, Chopin en Mozart en ontving ze haar eerste persrecensies. Van haar twaalfde tot haar vijftiende trad ze op in een aantal verschillende steden, waaronder Parijs, waar Camille Saint-Saëns over haar zou hebben opgemerkt: "Ik heb zojuist de beste pianiste ter wereld gehoord". Op haar vijftiende werd ze naar Parijs gestuurd om te studeren. Ze kreeg les van Vincent d’Indy in harmonie en fuga, studeerde piano bij Alfred Cortot en leerde harmonie van Nadia Boulanger. Deze laatste hielp haar bij de voorbereiding op de Prix de Rome, hoewel het onduidelijk is of ze daadwerkelijk formeel aan de wedstrijd meedeed, en leerde haar enkele compositietechnieken. Ze toerde op haar zestiende door de hoofdsteden van Europa en vergezelde danser Vincente Escuderro in Madrid. Daar raakte ze zeer geïnteresseerd in de Spaanse folklore. Ze kreeg de kans om officieel muzikant te worden aan het Spaanse koninklijke hof, maar haar ouders stuurden haar in plaats daarvan terug naar Parijs voor verdere studie.
Haar concertcarrière werd in 1921, aan de vooravond van een tournee door de Verenigde Staten, onderbroken door een slechte gezondheid en wat de Fransen 'le trac' noemen, of een zenuwaanval. Haar schroom en plankenkoorts zouden haar gedurende haar hele carrière als componist achtervolgen. Ze werd wanhopig verlegen wanneer ze Piaf een nieuw nummer moest laten zien, zelfs na jaren van samenwerking. Bijna iedereen die Monnot kende en later over haar schreef, heeft de aandacht gevestigd op haar verlegenheid en verstrooidheid.
Haar tweede roeping, songwriting, was in het begin slechts een tijdverdrijf. Als fan van populaire muziek op de radio in het begin van de jaren 1920, waaronder jazz- en dansmuziek, begon ze liedjes te schrijven, omdat een familievriend haar aanmoedigde een wals te schrijven voor een film, gebaseerd op een toneelstuk van Tristan Bernard. Dit lied, geschreven met Bernard in 1931, was getiteld Ah! les mots d'amour! en werd gezongen door Jane Marny. De tekstschrijver Marc Hély vroeg haar vervolgens om de muziek te componeren voor Viens dans mes bras, gezongen door Lucienne Boyer en uitgegeven door Salabert. Haar talent werd snel herkend en ze werd aangemoedigd om door te gaan. Ze zette door en in 1935 werd het nummer L'Étranger geboren uit haar samenwerking met journalist-tekstschrijver Robert Malleron en accordeonist-componist Robert Juel, die co-auteur van de muziek waren. Het lied werd dat jaar bekroond met de Grand Prix de l'Académie Charles Cros.

### De jaren met Édith Piaf
L'Étranger speelde een sleutelrol in Monnots eerste ontmoeting met Édith Piaf in 1936. Annette Lajon had het lied oorspronkelijk gezongen en Piaf wilde de rechten verwerven om het uit te voeren. De uitgever Maurice Decruck wees haar verzoek echter af, omdat een zangeres voor een periode van zes maanden de exclusieve rechten op een lied had. Dus Piaf leerde het uit het hoofd en zong het in Le Gerny's, de nachtclub waar ze op dat moment optrad. Toen Annette Lajon op een avond in het publiek bij Gerny's verscheen, zou Piaf haar excuses hebben aangeboden voor het 'stelen' van haar lied. Lajon accepteerde de verontschuldiging blijkbaar genadig en stelde Piaf voor aan de componist Marguerite Monnot, die haar naar de nachtclub had vergezeld.
In hetzelfde jaar ontmoette Monnot de tekstschrijver Raymond Asso, met wie ze vele jaren zou samenwerken. Hij was een voormalig vreemdelingenlegionair en hij sneed een romantisch en exotisch figuur met zijn cape en laarzen. Het eerste lied van Asso waarvoor Monnot de muziek schreef, was Mon légionnaire, dat een internationale standard zou worden, gepubliceerd in zeven talen. Dit nummer, samen met een ander nummer geïnspireerd op hetzelfde koloniale thema Le fanion de la Légion, geschreven in 1938, vestigde Monnot en Asso als een succesvol songschrijversteam. Dit was het tijdperk van liedjes als Marokko coeurs brulées en de films van Jean Gabin met soldaten in Noord-Afrika. Enkele jaren later, tijdens een reis naar Sidi-Bel-Abbès in Algerije, werden Monnot en Asso onderscheiden door het Vreemdelingenlegioen.
Monnot en Piaf werden goede vrienden en begonnen begin jaren 1940 samen te werken aan liedjes. Veel van deze nummers zouden de komende jaren op het repertoire van Piaf komen te staan. De twee vrouwen waren zeker het eerste succesvolle vrouwelijke songwritingteam van die tijd. Hun liedjes werden niet alleen uitgevoerd door Piaf, maar ook door veel van de beroemdste zangeressen van die tijd, waaronder Damia, Mona Goya en Line Viala. Deze omvatten de liedjes uit de film Montmartre-sur-Seine (Tu es partout, Un coin tout bleu, Y'en a un de trop, Où sont-ils mes petits copains?), Mon amour vient de finir (Damia) en C'était un jour de fête. Monnot wijdde de volgende vijfentwintig jaar bijna uitsluitend aan het schrijven van buitengewoon succesvolle liedjes voor Piaf.
De vriendschap van Monnot was uiterst belangrijk in het leven van Piaf. In haar biografie noemt Piaf Monnot haar beste vriendin en de vrouw die ze het meest bewonderde in de hele wereld. Ze verwijst ook naar haar trots om met Monnot te hebben samengewerkt. Piaf bracht hulde aan Monnot voor het aanmoedigen van haar interesse in klassieke muziek en in het leren pianospelen. Tijdens de oorlogsjaren, van 1939 tot 1945, werkte Monnot samen met Henri Contet en schreef ze liedjes als Y'a pas de printemps, Histoire de coeur, Le ciel est fermé en Le brun et le blond. Ze werkten ook samen aan de liedjes voor de film Etoile sans lumière voor Piaf en Ma môme, ma p'tite môme voor Yves Montand.
In die jaren repeteerde Piaf een paar nummers van Monnot die nooit werden opgenomen, waaronder Le chant du monde (tekst van Asso), Mon amour vient de finir, Les rues du monde en Le diable est près de moi (tekst van Piaf) en L'hôtel d'en face (tekst van Gine Money). Dit was ook de periode waarin Piaf een aantal nummers opnam, zoals hierboven vermeld, die nooit zijn uitgebracht, zoals die met de intrigerende titel Je ne veux plus faire la vaisselle (I Don't Want To Wash Dishes Any More).
Tijdens Piafs tournee langs de stalags in Duitsland tijdens de oorlog, werd een van de beroemde Monnot-Asso-liedjes, Le fanion de la Légion, verboden omdat het zo'n patriottische ijver had gewekt bij het Parijse publiek. Ondertussen bleef Monnot in Parijs en maakte af en toe een reis naar huis naar Decize om haar moeder te zien (haar vader was in 1939 overleden) en om proviand van het platteland naar Parijs te brengen.
Op 11 juli 1950 trouwde Monnot met de zanger Étienne Giannesini, wiens artiestennaam Paul Péri was. Het echtpaar had geen kinderen. Ze maakten naar verluidt veel reizen naar Decize om de moeder van Monnot te bezoeken en Monnot schreef liedjes voor Péri, waaronder de muziek voor de detectivefilm Les Pépées font la loi, waarin Péri speelde in 1954.
In de jaren 1950 werkte Monnot ook samen met enkele nieuwe tekstschrijvers, waaronder Michel Emer, Luiguy, Norbert Glanzberg, Philippe-Gérard, Florence Véran en Hubert Giraud en met het orkest van Robert Chauvigny. Ze bleef voor Piaf schrijven met de songwriter René Rouzaud, die al had gecomponeerd voor Damia, Georges Guétary en Lys Gauty. Ze schreven het populaire La goualante du pauvre Jean (Poor John's Song/Complaint), dat vertaald als The Poor People of Paris vanwege de verwarring tussen 'pauvre Jean' en 'pauvre gens', de eerste Franse nummer één in de Amerikaanse en Britse hitlijsten was.

### Irma La Douceen verder
Irma La Douce was de eerste Franse musical sinds de operettes van Offenbach, die wereldwijd succes kende. Het opende op 12 november 1956 in het Théâtre Gramont in Parijs, waar het vier jaar liep. Het boek en de teksten waren van Alexandre Breffort en werd geregisseerd door René Dupuy met in de hoofdrollen Colette Renard en Miche Roux. Anderhalf jaar na de Parijse run opende de show in Londen. Het werd geregisseerd door Peter Brook met in de hoofdrollen Elizabeth Seal en Keith Michell. Uiteindelijk werd de Engelstalige Irma nog populairder dan de oorspronkelijke Franse. De musical ging in première op 17 juli 1958 in het Lyric Theatre in het Londense West End, waar 1512 optredens werden gegeven. De show opende op 29 september 1960 in New York op Broadway in het Plymouth Theatre en had 524 optredens.
Het had het ongekende onderscheid om gelijktijdig te spelen in Frankrijk, het Verenigd Koninkrijk, de Verenigde Staten, Canada, Zuid-Afrika, Australië, Duitsland, Spanje, Zweden, Denemarken, Italië, Nederland, België, Brazilië en Argentinië. Het werd opgenomen onder het Sony-label met in de hoofdrollen Elizabeth Seal en Keith Michell, die beiden deel uitmaakten van de Londense bezetting. In 1963 regisseerde Billy Wilder de filmversie (met een deel van de muziek van Monnot als achtergrond), met in de hoofdrollen Shirley MacLaine en Jack Lemmon. De film had zeker te lijden onder het niet opnemen van de oorspronkelijke nummers.
Kort na het succes van Irma had Disney Studios naar verluidt Monnot gevraagd om naar Hollywood te komen en te componeren voor Amerikaanse films, maar ze weigerde haar vaste leven in Frankrijk te verlaten. Vanaf dat moment was haar carrière in de filmmuziek relatief beperkt. Ze werkte regelmatig samen met Marcel Blistène, waaronder het schrijven van enkele liedjes voor de film Les amants de demain in 1959. (Ze had al met hem gewerkt aan de film Etoile sans lumière in 1946.) Ze componeerde andere liedjes voor Péri, een zanger van realistische liederen, zoals Encore un verre en Ma rue et moi, die zo goed als vergeten zijn. Ze componeerde ook de muziek voor Méphisto en Le sentier de la guerre, geschreven door Claude Nougaro.
Over het algemeen had Monnot moeite om zich los te maken van Piafs wereld en voor anderen te componeren. Hoewel haar liedjes ook werden gezongen door bekende zangeressen als Damia, Josephine Baker, Suzy Solidor en Yves Montand, waren er maar weinig succesvolle. Ma môme, ma p'tite môme (gezongen door Damia en Yves Montand) en de liedjes van Irma waren de uitzondering. Wel schreef ze in de jaren 1950 twee redelijk succesvolle nummers met vrouwelijke tekstschrijvers. Ze werkte samen met Claude Délècluse en Michelle Senlis aan C'est à Hamburg (1955), een nog beter nummer genaamd Les amants d'un jour (1956) en vervolgens aan Comme moi (1957).
Deze liederen waren een synthese tussen de eerste jaren van de samenwerking tussen Monnot-Piaf en het naoorlogse lied, tussen de tijd van de legionairs en het einde van de droom van het kolonialisme. In 1957 ontmoette Monnot de tekstschrijver Michel Rivgauche, met wie ze Salle d'attente, Fais comme si, Tant qu'il y aura des jours en Les blouses blanches zou schrijven in het appartement van Piaf. In 1959 nam Édith Piaf Milord op, wat een grote internationale hit werd en een van Monnots grootste successen.
Zoals veel biografen van Piaf het vertellen, kreeg de vriendschap tussen de zangeres en Monnot een ernstige tegenslag, zo niet een doodsteek, nadat Piaf de componist Charles Dumont aan het eind van de jaren 1950 ontmoette. Dumont componeerde Je ne regrette rien, wat een van Piafs grootste kenmerkende deuntjes zou worden, waarop Piaf 11 van Monnots liedjes uit haar repertoire nam voor haar aanstaande optreden in Olympia om plaats te maken voor meer Dumont-nummers.
Monnot werd ziek met symptomen van blindedarmontsteking tijdens haar laatste levensjaar 1961. Ze lijkt een voorgevoel te hebben gehad dat haar ziekte levensbedreigend was, maar ze slaagde er niet in om medisch advies op te volgen en de operatie te ondergaan die ze nodig had.

## Overlijden en herdenking
Op 12 oktober 1961 overleed Marguerite Monnot op 58-jarige leeftijd in een ziekenhuis in Parijs aan een gescheurde appendix en de daaruit voortvloeiende buikvliesontsteking. Ze werd begraven met haar vader en moeder op het kerkhof van haar geboorteplaats. Haar dood verwoestte Piaf, die haar vroeger 'La Guite' noemde, evenals de vele vrienden en collega's van Monnot, die haar en haar muziek een stralende hulde brachten. In 1963 hernoemde de stad Decize de straat waar ze had gewoond (rue des Écoles) in rue Marguerite Monnot. Het onthulde ook een gedenkplaat op de gevel van het huis waar ze werd geboren. In 1989 werd ook de kleuterschool in het centrum naar haar vernoemd. In 1991, op de dertigste verjaardag van haar dood, werden in Decize een mis, concert en tentoonstelling gehouden ter nagedachtenis aan haar.
- Bibsys: 4002359
- Biblioteca Nacional de España: XX1725510
- Bibliothèque nationale de France: cb138976276 (data)
- CiNii: DA10935669
- Gemeinsame Normdatei: 115662049
- International Standard Name Identifier: 0000 0000 5944 2525
- Library of Congress Control Number: nr95044570
- Nationale Bibliotheek van Letland: 000058369
- MusicBrainz: 50050d57-808b-4e6c-9cc8-cf9c136f4fbc
- Bibliotheek van het Japanse parlement: 01242057
- Nationale Bibliotheek van Tsjechië: xx0027650
- Nationale Bibliotheek van Israël: 987007526656405171
- Nationale Bibliotheek van Polen: a0000001764774
- Nederlandse Thesaurus van Auteursnamen: 110516885
- SNAC: w6t44wwk
- Système universitaire de documentation: 073958638
- Virtual International Authority File: 51876121
- WorldCat: E39PBJqw7d6pMMqDQMhBYTmmVC